# Ясель
Ясель (пол. Jasiel) або Яселко (пол. Jasiełko) — колишнє лемківське село на Закерзонні — в Польщі, у гміні Яслиська Сяноцького повіту Підкарпатського воєводства.

## Розташування
Розташоване в південно-східній частині Польщі, в східній частині Низьких Бескидів у верхів'ї річки Ясьолка — правої притоки Вислоки, за 0,5 км від кордону зі Словаччиною.

## Історія

Церква св. Михаїла у Яселі,
зруйнована після 1946 р.

Закріпачене за волоським правом у 1559 році. Було прикордонним селом королівських маєтків в гірському районі джерел Висліка. До 1772 р. село належало до Сяноцької землі Руського воєводства. За податковим реєстром 1565 р. в селі було 12 кметів на 9 ланах.
В 1725 р. збудовано дерев'яну церкву святого  Архистратига Михаїла, ремонтовану в 1886 та 1934 роках.
В 1792 р. закрито в  парохію в Яселку та приєднано її до сусідньої неіснуючої тепер парохіі в Мощанці. На численні прохання тутешніх вірних відновлено парохію в 1818 році та приєднано до неї Рудавку Яслиську, яка до того часу належала до Волі Нижньої. Мощанець же приєднано тимчасом до парохії в Суровиці.
В 1880 р. налічувало 41 будинків і 305 жителів (виключно українців), а в 1898 р. налічувало 58 будинків і 347 жителів.
Під час Першої світової війни парохіяльні будинки в Яселку згоріли, не було  довший час священика, а доїжджали лише душпастирі з сусідніх парохій. В 1934 р. в селі вперше побудовано школу та вимурувано притвор і дзвіницю.
В 30-их рр. 20 століття це було відносно велике село, нараховувало 76 господарств. Після другої світової війни місцевих мешканців виселено до СРСР.
До 1945 р. в селі була греко-католицька парохія Риманівського деканату, до якої належала також Рудавка Яслиська. Метричні книги велися з 1749 р.
В 1939 р. в селі було переважно лемківське населення: з 410 жителів села — 395 українців, 10 поляків і 5 євреїв.
Після Другої світової війни в селі розмістили гарнізон з 30 польських прикордонників. 20 травня 1946 р. після тривалого бою гарнізон разом із 70-ма карателями польського Міністерства внутрішніх справ узяті в полон повстанцями УПА, після чого розстріляно офіцерів, міліціонерів та тих, хто мав радянські нагороди за активну боротьбу з УПА, а 20-ох незаплямованих злочинами відпущено.
Жителів у 1947 р. під час операції «Вісла» депортували на понімецькі землі. Після виселення лемків село припинило існування. У 1980-их роках тут утримували засуджених і використовували їхню працю.
До 1 січня 2017 р. місцевість входила до гміні Команча Сяноцького повіту Підкарпатського воєводства.

## Церква
У 1725 році в селі була побудована греко-католицька каплиця, ймовірно, на той час тут була парохія, скасована в кінці цього століття. Пізніше, у 1825 році, була перетворена у дерев'яну церкву Архистратига  Михаїла. У 1818 відновлено самостійну парафію. Храм був розширений у 1886 та 1934 роках. Саме тоді до дерев’яної церкви прибудували кам’яну дзвіницю, через яку можна було увійти до храму. Споруда була зруйнована в рамках акцій деукраїнізації після 1946 року. На збереженій фотографії видно, що це була дво-дільна споруда з двосхилим дахом із трьома сигнатурами. Дзвіницю також завершувалась сигнатурою. У деяких дослідженнях можна прочитати, що в колекції Історичного музею в Сяноці є ікона з цієї церкви, однак, це неправда, в музеї є ікона цього святого, а також того ж періоду, але це ікона із села Ясень поблизу Устріки-Долішні.